# Marsilea aegyptiaca
Espèce
Statut de conservation UICN

 LC  : Préoccupation mineure
Marsilea aegyptiaca est une espèce végétale du genre Marsilea et de la famille des Marsileaceae.

## Description
Cette Marsilée possède un rhizome grêle et allongé. Ses sporocarpes, au pédoncule marqué, sont solitaires et velus. Les feuilles sont de deux types : les aériennes ont des folioles étroitement cunéiformes et lobées ; les nageantes ont des folioles larges et entières.

## Distribution
Marsilea aegyptiaca est rare en Tunisie et en Algérie, et relativement abondante en Égypte.       Elle est également présente au Botswana, à Madagascar, en Éthiopie et au Soudan.

## Statuts
Grâce à sa présence dans les régions arides et semi-arides, Marsilea aegyptiaca est de préoccupation mineure selon l'UICN, 2012.
Cet organisme souhaite cependant que les populations tunisiennes et algériennes soient gérées.
Cette fougère est protégée en Algérie.